# Armor (Radarsystem)
ARMOR (englisch Advanced Radar for Meteorological and Operational Research) ist ein Dopplerradarsystem. Ein solches System steht auf dem Flughafen Huntsville bei Huntsville, Alabama. Das System dort wurde von dem Sender WHNT-TV und der University of Alabama in Huntsville gemeinsam entwickelt.

## Geschichte
Die Weather Service Offices (WSO) in Huntsville betrieben 1977 ein Wetterradar der WSR-74C-Serie (englisch Weather surveillance radar). Es war das erste moderne Wetterradar im nördlichen Alabama. Das Radar war leistungsfähiger als das Vorgängermodell der WSR-3-Serie und bot eine leicht verbesserte Auflösung der Reflektivitätsdaten (Niederschlagsintensität). Es bot jedoch keine Dopplerfunktionen an. In den späten 1970er Jahren betrieben die Radarstandorte des Nationalen Wetterdienstes (englisch National Weather Service NWS) überwiegend Systeme der WSR-57-Serie. Das neuere WSR-74-Radar war entwickelt worden, um Lücken in der Abdeckung dieses Netzwerks zu schließen. Am 15. November 1989 verwüstete ein Tornado der Klasse F4 das Tal des Tennessee Rivers, der in der Hauptverkehrszeit durch South Huntsville rauschte und 21 Menschen tötete. Daraufhin wurde vorgeschlagen, die Radaranlage zu modernisieren und eine Messung der Verschiebungsgeschwindigkeit des Niederschlags durch den Doppler-Fizeau-Effekt hinzuzufügen, damit Meteorologen die Rotation der Wolkenformationen sehen und die Windgeschwindigkeit zum Radar hin und von diesem weg überwachen können.
Die Kosten für dieses Upgrade wurden mit rund 350.000 US-Dollar angegeben, von denen der Bundesstaat Alabama 250.000 US-Dollar, Madison County 37.500 US-Dollar, die Huntsville International Airport Authority 37.500 US-Dollar und die Stadt Huntsville 25.000 US-Dollar übernahmen. Im Juli 1991 wurde der Umbau abgeschlossen.
Das ARMOR-Radar am internationalen Flughafen von Huntsville entstand in Zusammenarbeit zwischen Universitäts-, Regierungs- und Rundfunkmeteorologen und war das erste, das gleichzeitige Betriebs-, Forschungs- und Rundfunkanwendungen der Doppelpolarimetrie anbot. Um dieses Radar zu einem der leistungsstärksten Radarsysteme auf dem Markt zu machen, stellte Baron Services einen Aufnahmecomputer, einen C-Band-Sender und eine Radomkuppel zur Verfügung. Die erste Aufrüstung des Radars erfolgte Ende 2004. Anfang 2005 wurde ein neuer 350-kW-Magnetron-Sender von Baron Services gekauft und installiert. Im Oktober 2006 wurden eine neue Hochleistungs-Parabolantenne und eine zweipolige Einspeisung (Seavey) zusammen mit einem neuen Orbit-Sockel installiert. Zur Radarsteuerung und Datenlieferung werden Leitungen verwendet, die vom Flughafen zum National Space Science and Technology Center (NSSTC) und zum WHNT-TV in Huntsville führen.
Was dieses Radar von früheren Radargeräten unterscheidet, ist, dass die Doppelpolarisation zwei unterschiedliche Echos verwendet, ein vertikales und ein horizontales. Das Radar sendet also zum einen wellenförmige Strahlen, die sich auf und ab, und zum anderen Strahlen, die sich horizontal hin und her bewegen, wodurch die Erkennung von Niederschlägen vereinfacht wird. So kann sogar die Partikel- oder Tropfengröße ermittelt werden, die wiederum genauere Informationen über die Art und Menge des Niederschlags bieten. Das System hilft dabei Windmuster zu untersuchen, bevor sich ein Sturm entwickelt.